# Eutidemo I
Eutidemo I o Euthydemos I (en griego antiguo: Εὐθύδημος Α΄) (reinó del 225 al 200 a. C. o 190 a. C.), llamado de Magnesia, fue el tercer rey de Bactriana.
Eutidemo I, por aquel entonces sátrapa de Sogdiana, tomó, en el 225 a. C., el poder en el Reino Grecobactriano eliminando la descendencia de Diodoto II. Se apoderó de las antiguas satrapías aqueménidas de los Mauryas que dirigían la India y que se hallaban situados al sur del Hindu Kush, de Sogdiana y del Arie.
En el 208 a. C. después de tres años de combates, el rey Antíoco III Megas invadió la Bactriana. Eutidemo I le combatió con una brigada de diez mil caballeros, pero fue derrotado en la batalla del Ario y tuvo que retirarse hasta Bactria, donde sufrió un asedio. Resistió tres años en la ciudad fortificada, hasta que Antíoco decidió finalmente reconocer al nuevo gobernante, y ofrecer una de sus hijas al hijo de Eutidemo, Demetrio alrededor de 206 a. C.
Bactriana aceptó entonces una frágil soberanía seléucida y cedió algunos elefantes; después volvió a ser independiente en el 205 a. C. tras la partida de Antíoco III.
Fue sucedido por su hijo Demetrio I de Bactriana, quien conquistaría los extensos territorios de Parapamisos y Aracosia.